# Lista chorążych reprezentacji Litwy na igrzyskach olimpijskich

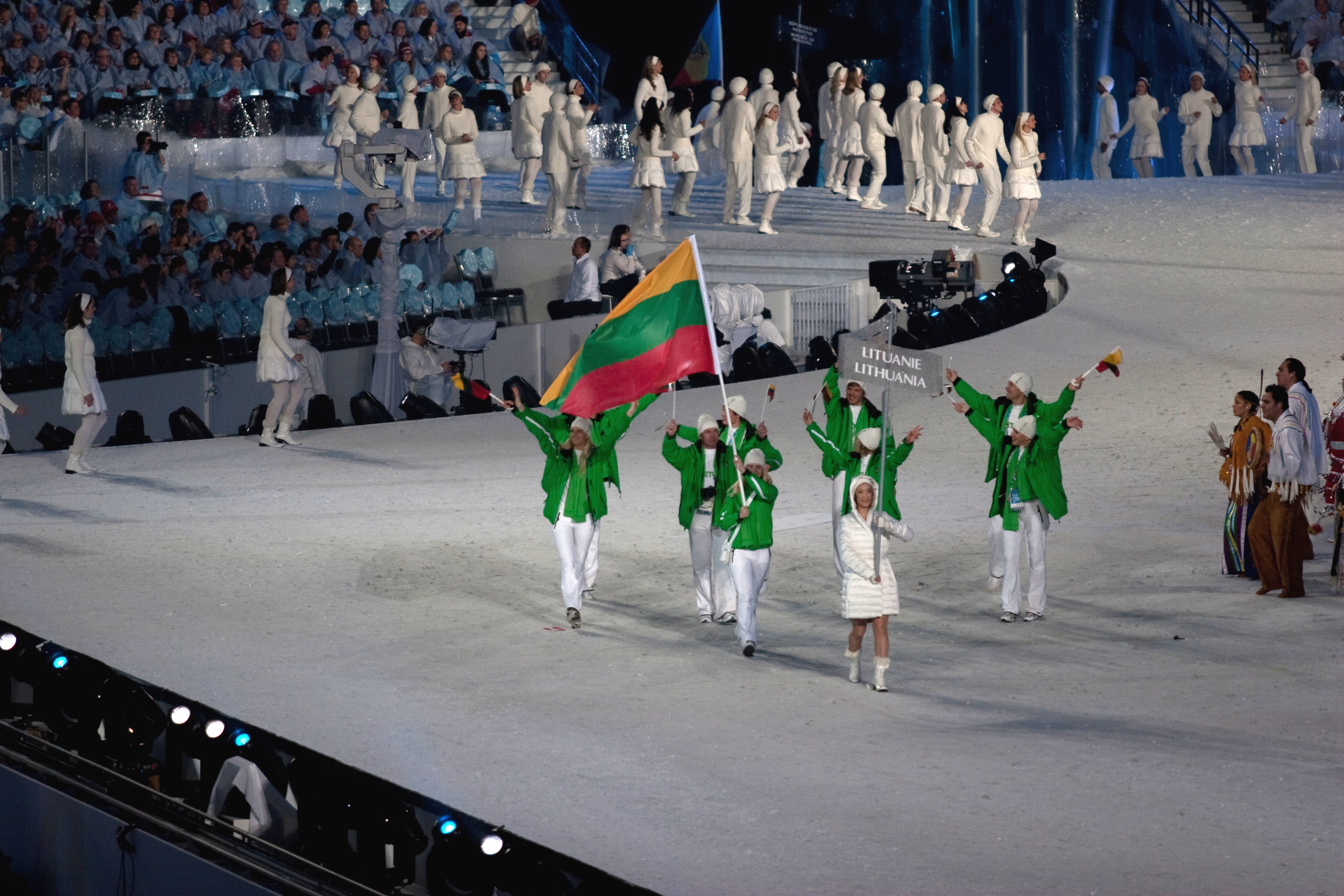
Litwa na Zimowych Igrzyskach Olimpijskich 2010

Lista chorążych reprezentacji Litwy na igrzyskach olimpijskich – lista zawodników i zawodniczek reprezentacji Litwy, którzy podczas ceremonii rozpoczęcia danych igrzysk olimpijskich nieśli flagę Litwy.

## Lista
| Lp. | Rok i miejsce        | Sezon  | Chorąży              | -                    |
| --- | -------------------- | ------ | -------------------- | -------------------- |
| 19. | 2020, Tokio          | Letnie | Sandra Jablonskytė   | Judo                 |
| 19. | 2020, Tokio          | Letnie | Giedrius Titenis     | Pływanie             |
| 18. | 2018, Pjongczang     | Zimowe | Tomas Kaukėnas       | Biathlon             |
| 17. | 2016, Rio de Janeiro | Letnie | Gintaré Scheidt      | Żeglarstwo           |
| 16. | 2014, Soczi          | Zimowe | Deividas Stagniūnas  | Łyżwiarstwo figurowe |
| 15. | 2012, Londyn         | Letnie | Virgilijus Alekna    | Lekkoatletyka        |
| 14. | 2010, Vancouver      | Zimowe | Irina Terentjeva     | Biegi narciarskie    |
| 13. | 2008, Pekin          | Letnie | Šarūnas Jasikevičius | Koszykówka           |
| 12. | 2006, Turyn          | Zimowe | Vida Vencienė        | Biegi narciarskie    |
| 11. | 2004, Ateny          | Letnie | Saulius Štombergas   | Koszykówka           |
| 10. | 2002, Salt Lake City | Zimowe | Ričardas Panavas     | Biegi narciarskie    |
| 9.  | 2000, Sydney         | Letnie | Romas Ubartas        | Lekkoatletyka        |
| 8.  | 1998, Nagano         | Zimowe | Povilas Vanagas      | Łyżwiarstwo figurowe |
| 7.  | 1996, Atlanta        | Letnie | Raimundas Mažuolis   | Pływanie             |
| 6.  | 1994, Lillehammer    | Zimowe | Povilas Vanagas      | Łyżwiarstwo figurowe |
| 5.  | 1992, Barcelona      | Letnie | Raimundas Mažuolis   | Pływanie             |
| 4.  | 1992, Albertville    | Zimowe | Gintaras Jasinskas   | Biathlon             |
| 3.  | 1928, Amsterdam      | Letnie |                      |                      |
| 2.  | 1928, Sankt Moritz   | Zimowe |                      |                      |
| 1.  | 1924, Paryż          | Letnie |                      |                      |